# 악몽 (1966년 영화)
"악몽"은 한국에서 제작된 김성화 감독의 1966년 영화이다. 이예춘 등이 주연으로 출연하였고 박원석 등이 제작에 참여하였다.

## 출연

### 주연
- 이예춘
- 최지희
- 신영균
- 황정순

## 기타
- 조명: 윤창화
- 미술: 이명수